# Antidot

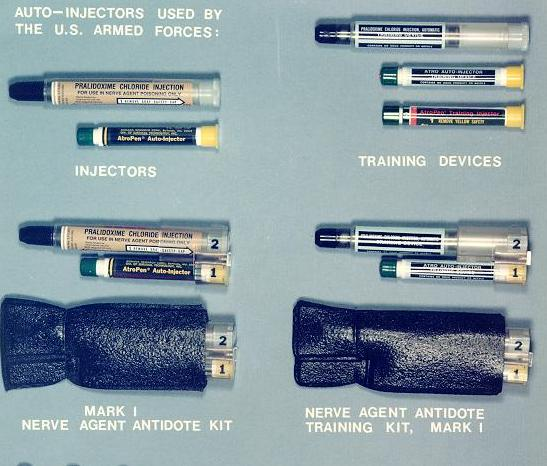
Eine Sammlung von Antidot-Autoinjektoren des US-Militärs

Das Antidot oder Antidoton (von altgriechisch αντίδοτον, aus αντί antí, deutsch ‚gegen‘ und δίδωμι dídōmi, deutsch ‚geben‘) ist ein (stoffliches) Gegenmittel zu Giften, Toxinen, Medikamenten oder anderen Substanzen, die auf einen Organismus Einfluss nehmen. In der Umgangssprache werden Antidote auch als Gegengifte bezeichnet, sofern sie bei fehlender Indikation oder falscher Anwendung selbst als Gifte wirken, beispielsweise injiziertes Atropinsulfat als anticholinerges Gegengift zum  Nervenkampfstoff Sarin, einem Cholinesterasehemmer (siehe auch Aum-Sekte).

## Wirkprinzipien
Das Antidot vermag
- die toxische Wirkung einer Substanz zu vermindern,
- eine Substanz an sich zu binden,
- eine Substanz in weniger giftige Substanzen umzuwandeln,
- eine Substanz vom Wirkort zu verdrängen (Antagonismus, kompetitive Hemmung),
- die Verstoffwechselung einer Substanz zu beschleunigen,
- die Ausscheidung einer Substanz zu beschleunigen.

Ein Antidot kann über eine oder mehrere dieser Fähigkeiten verfügen und so die Gefährlichkeit des Zustandes für den betroffenen Organismus verringern oder ganz beseitigen. Antidote können selbst ebenfalls toxisch wirken, so dass ihre prophylaktische Anwendung beschränkt ist.

## Beispiele
- Digitalis-Antidot wurde in den 1980er Jahren als Digitalis-Antitoxin entwickelt. Es handelt sich um Fab-Antikörperfragmente (Fab, Abkürzung für engl. Fragment antigen binding) von IgG-Immunglobulinen aus dem Serum immunisierter Schafe. Vergiftungen durch die in der Herztherapie verwendeten Wirkstoffe der Fingerhutpflanzen (Herzglykoside) lassen sich damit behandeln; bei rechtzeitiger Anwendung ist die Prognose günstig.
- Ethanol wirkt als Antidot für Methanol, weil es diesem gegenüber beim Menschen bevorzugt verstoffwechselt wird. So wird die Konzentration der Methanolabbauprodukte Formaldehyd und vor allem Ameisensäure, welche wegen ihrer schlechten Abbaubarkeit zu einer Azidose führt, niedrig gehalten.
- 4-Dimethylaminophenol wirkt als Antidot gegen eine Vergiftung mit Cyaniden, weil es zweiwertiges Eisen in dreiwertiges umwandelt und damit die Bildung von Methämoglobin fördert. Dieses bindet Cyanidionen und inaktiviert sie dadurch. Bei einer massiven Blausäurevergiftung kommt die Reaktion allerdings zu spät.
- Antiserum („Gegenserum“), im Blutserum eines Menschen oder Tieres enthaltene Immunglobuline,  etwa bei Vergiftungen durch Schlangenbiss
- Tetrodotoxin (aus z. B. Kugelfischen) ist das Antidot zum Batrachotoxin der Pfeilgiftfrösche

## Anwendungsbereiche
Antidote werden seit der Antike zu therapeutischen Zwecken angewendet. Galenos berichtete, dass antike Ärzte auch Krankheiten heilende Wirkstoffe, die nicht außen aufgelegt werden, sondern eingenommen werden, als Gegenmittel (Antidota) bezeichneten. Er teilte die Gegenmittel, etwa wie die Hiera (picra) in Form von Latwergen zubereitet, ein in solche, die gegen tödliche Mittel eingegeben werden, solche, die gegen das Gift von Tieren wirken und solche, die bei durch falsche Ernährung entstandenen Krankheiten helfen. Mit der Entwicklung von Massenvernichtungswaffen, die beispielsweise eine biologische oder chemische Kriegsführung ermöglichen, wuchs auch die militärische Bedeutung von Gegenmitteln. Vermehrt werden deshalb Soldaten auch mit Autoinjektoren ausgerüstet, um sich in geeigneten Fällen selbst ein Antidot verabreichen zu können.